# Vissarion Dzjoegasjvili

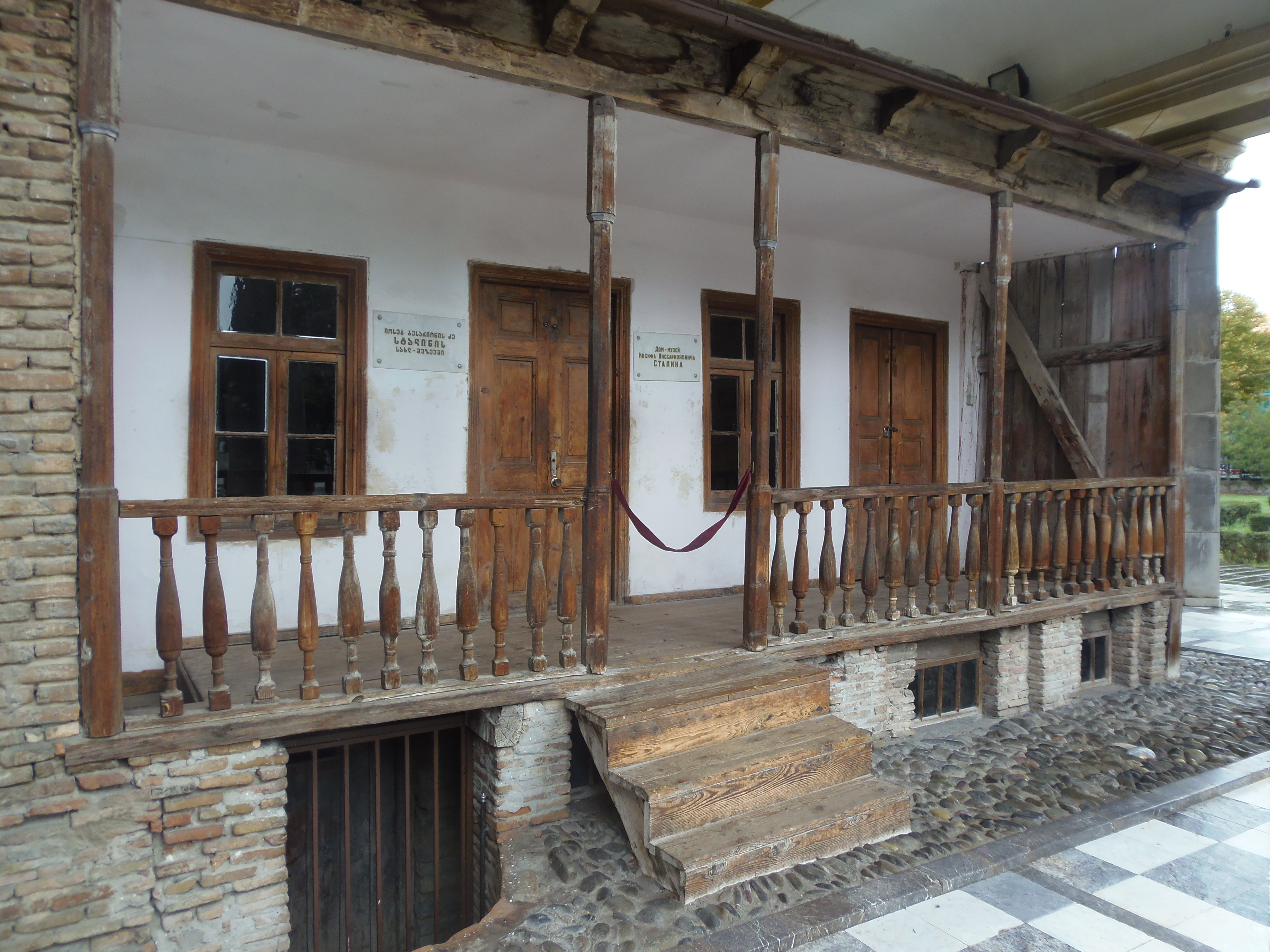
Het huis van Dzjoegasjvili in Gori (2016). Het gezin woonde in een kamer links, terwijl Dzjoegasjvili's winkel in de kelder was gevestigd. Het gebouw maakt nu deel uit van een museum gewijd aan Stalin.

Vissarion Ivanes dze Dzjoegasjvili (ca. 1850 – 25 augustus 1909) was de vader van Jozef Stalin. Geboren in een boerenfamilie van lijfeigenen in Didi Lilo in Georgië, verhuisde hij op jonge leeftijd naar Tbilisi om schoenmaker te worden en in een fabriek te werken. Hij werd uitgenodigd om zijn eigen winkel op te zetten in Gori, waar hij Jekaterine Geladze ontmoette en trouwde, met wie hij drie zonen kreeg; alleen de jongste - Jozef - overleefde. Ooit bekend als een "slimme en trotse" man, ging Dzjoegasjvili's winkel failliet en ontwikkelde hij een ernstig drankprobleem, waarop hij zijn familie verliet en in 1884 terug naar Tbilisi verhuisde waar hij weer in een fabriek werkte. Hij had daarna weinig contact meer met zijn vrouw of zoon, en er is weinig over zijn leven sindsdien bekend, behalve dat hij in 1909 stierf aan cirrose.

## Familieachtergrond en jeugd
Er is weinig bekend over de familie van Vissarion Dzjoegasjvili. Zijn grootvader, Zaza Djoegashvili (geboren ca. 1780), was betrokken bij de Mtiuleti-opstand van 1804 tegen het Russische Rijk, dat pas in 1801 Oost-Georgië (Kartli-Kacheti) had geannexeerd. Zaza had mogelijk een Ossetische achtergrond; historici Simon Sebag Montefiore en Ronald Grigor Suny suggereren beiden dat hij uit het dorp Geri in het huidige Zuid-Ossetië kwam, hoewel deze bewering niet kan worden bewezen. Zaza ontsnapte aan de opstand en verhuisde naar Didi Lilo, een dorp op ongeveer 16 kilometer afstand van de hoofdstad Tiflis (nu Tbilisi). Hij werkte als lijfeigene voor Prins Badur Machabeli en zorgde voor zijn wijngaarden. Daar kreeg hij een zoon, Vano, die op zijn beurt twee zonen kreeg: Giorgi en Vissarion, die waarschijnlijk rond 1850 werd geboren. Vano stierf jong, waarschijnlijk voordat hij 50 werd, terwijl Giorgi als herbergier werkte totdat hij werd vermoord door bandieten.
Zonder familie vertrok Dzjoegasjvili naar Tbilisi en werkte in de schoenenfabriek G.G. Adelkhanov. Hoewel hij geen formele opleiding had genoten, kon Dzjoegasjvili lezen en schrijven, wat ongebruikelijk was voor Georgische arbeiders in die tijd, en was hij meertalig. Het is waarschijnlijk dat hij in Tbilisi Armeens, Azerbeidzjaans en Russisch leerde, naast zijn moedertaal Georgisch. Rond 1870 werd hij uitgenodigd om naar Gori te verhuizen, ongeveer 75 kilometer van Tbilisi, en schoenen te maken voor de Russische soldaten die daar gelegerd waren. Gori was destijds een kleine stad met ongeveer 7000 inwoners; de meerderheid was Armeens, met een groot aantal Georgiërs, evenals kleine aantallen Russen, Abchaziërs en Osseten. Het werd belangrijker in 1871 toen een aftakking van de Transkaukasische spoorlijn de stad verbond met Tbilisi en Poti, een belangrijke haven voor olie-export.

## Leven in Gori
Djoegasjvili vestigde een winkel in de Russische wijk van Gori, vlakbij de kazerne. In 1872 of 1874 trouwde hij met Jekaterine (Keke) Geladze, een boerenmeisje van waarschijnlijk zestien jaar oud. Keke, "een aantrekkelijk sproeterig meisje met kastanjebruin haar", kwam uit het dorp Gambareuli bij Gori en was op jonge leeftijd naar de stad verhuisd na de dood van haar vader. Ze kregen drie kinderen, allemaal jongens, hoewel de eerste twee, Mikheil (geboren op 14 februari 1875) en Giorgi (geboren op 24 december 1876), respectievelijk op twee en zes maanden leeftijd overleden. Hun derde en laatste zoon, Jozef, werd geboren op 6 december 1878.
Suny schrijft dat Dzjoegasjvili na de dood van Michail zwaar begon te drinken, wat alleen maar toenam na de dood van Giorgi, en dat het huwelijk begon te verslechteren. Kotkin heeft ook gesuggereerd dat geruchten over ontrouw van Keke hem parten speelden, vooral na de geboorte van Jozef, waarbij verschillende mannen als zijn mogelijke vader werden gesuggereerd. Kotkin geeft echter toe dat "het onduidelijk is of Keke flirterig was, laat staan promiscue", en dat "betrouwbaar bewijs over de mogelijke relaties van de toekomstige moeder van Stalin ontbreekt", en stelt dat Dzjoegasjvili waarschijnlijk de vader was.
Dzjoegasjvili's winkel was aanvankelijk behoorlijk succesvol, met wel tien mensen in dienst, plus leerlingen, en het gezin genoot aanvankelijk een vrij hoge levensstandaard; een voormalige leerling zou later opmerken dat hij vaak boter in hun huis zag, wat een dure delicatesse was voor de meeste Georgiërs (Kotkin schrijft echter dat het gezin bescheidener leefde en meer traditionele gerechten at zoals lobio, lavash en badrijani nigvzit). Echter, Dzjoegasjvili's drankgebruik, verergerd door een Georgische gewoonte dat zaken deels met wijn in plaats van met geld werden betaald, had nadelige gevolgen voor zijn zaken- en gezinsleven. Isaac Deutscher vond dat Dzjoegasjvili's onvermogen om zijn status te verhogen, "om zijn eigen meester te zijn", waarschijnlijk bijdroeg aan zijn drankgebruik en frustraties. Dit idee wordt herhaald door Robert Service, die opmerkte dat Dzjoegasjvili zich niet aanpaste om schoenen in Europese stijl te maken die destijds populair waren, en in plaats daarvan traditionele Georgische stijlen bleef produceren, en suggereert dat de geruchten over Keke ook een grote invloed hadden op zijn drankgebruik. Dzjoegasjvili, die vaak dronken was, werd gewelddadig en sloeg Keke (die vaak terugsloeg) en Jozef routinematig, en vocht regelmatig in het openbaar, wat hem de bijnaam "Crazy Beso" opleverde. Dzjoegasjvili's bedrijf leed onder zijn drankgebruik, en hij werd uiteindelijk gedwongen ermee te stoppen. Het gezin verloor ook hun huis en begon korte periodes bij anderen te wonen, op negen verschillende adressen gedurende een periode van tien jaar.

## Later leven en dood
In 1884 verliet Dzjoegasjvili het gezin en verhuisde naar Tbilisi. Hij keerde terug naar zijn oude baan in de Adelkhanov-fabriek. Hij stuurde wat geld naar Keke en bood aan om zich te verzoenen, maar alle pogingen daartoe mislukten.
Dzjoegasjvili was van streek toen hij hoorde dat Keke Jozef op school had ingeschreven, in de hoop dat zijn zoon zijn voorbeeld zou volgen en schoenmaker zou worden. Dit leidde tot een ernstig incident in januari 1890. Jozef was geraakt door een phaeton, waarbij hij ernstig gewond raakte. Dzjoegasjvili keerde terug naar Gori en bracht zijn zoon naar een ziekenhuis in Tbilisi. Nadat Jozef genezen was, werd hij in de leer gedaan bij de Adelkhanov-fabriek. Keke was fel tegen het idee en gebruikte haar connecties met de kerk om Jozef terug te halen naar Gori, waar hij zijn studie tot priester zou voortzetten. Dit markeerde het laatste echte contact dat Dzjoegasjvili met zijn vrouw of zoon had, aangezien hij het contact en de financiële steun verbrak toen Jozef Tbilisi verliet.
Kort nadat Jozef Tbilisi verliet, lijkt Dzjoegasjvili de Adelkhanov-fabriek te hebben verlaten. Hij maakte korte tijd schoenen in een kraam op de Armeense bazaar in Tbilisi, en zijn daden daarna zijn onzeker. Hij bleef wel contact houden met Jozef en stuurde hem af en toe handgemaakte schoenen. Dzjoegasjvili speelde ook nog een laatste rol in Jozefs leven: in januari 1900 werd Jozef voor het eerst gearresteerd vanwege Dzjoegasjvili. Toen Dzjoegasjvili Didi Lilo verliet, werd hij niet uit de dorpsrollen ontheven en was hij nog steeds belasting verschuldigd als boer uit de regio. Het is niet duidelijk waarom Jozef werd gearresteerd in plaats van zijn vader, die nog steeds in Tbilisi woonde, maar Kotkin suggereert dat het een politietactiek was om een bericht te sturen naar Jozef, die zijn revolutionaire activiteiten was begonnen.
In augustus 1909 ging Djoegasjvili naar het Michailovski-ziekenhuis in Tbilisi, lijdend aan tuberculose, colitis ulcerosa en chronische longontsteking. Hij stierf op 12 augustus 1909, met als doodsoorzaak levercirrose. Slechts één persoon, een collega-schoenmaker, woonde zijn begrafenis bij en hij werd begraven in een ongemarkeerd graf in Telavi. De locatie van zijn graf was onbekend tot 1972, toen Kandid Tsjarkviani, de voormalige eerste secretaris van de Georgische Communistische Partij, de leiding had over de zoektocht naar het graf en de markering ervan, hoewel het niet bevestigd werd of de stoffelijke resten van Djoegasjvili er nog steeds lagen. Charkviani had eerder al naar foto's van Dzjoegasjvili gezocht en bracht er op een gegeven moment een aantal naar Stalin om de authenticiteit ervan te bevestigen; nadat hij ze had bekeken, kon Stalin niet bevestigen of er ook maar één van zijn vader was. Er is slechts één foto waarvan beweerd wordt dat Dzjoegasjvili erop staat, hoewel de authenticiteit daarvan nooit is bevestigd.